# Boerhavia gardneri
Boerhavia gardneri är en underblomsväxtart som beskrevs av Hewson. Boerhavia gardneri ingår i släktet Boerhavia och familjen underblomsväxter. Inga underarter finns listade i Catalogue of Life.